# Topolino e l'unghia di Kalì
Topolino e l'unghia di Kalì è una storia a fumetti pubblicata sui numeri 183 e 184 di Topolino nel 25 marzo e nel 10 aprile 1958.
Romano Scarpa ne è lo sceneggiatore e disegnatore, mentre il ripasso a china è opera di Luciano Gatto.
La storia, composta da 50 tavole, tratta del furto dell'unghia di una statuetta della divinità indù avvenuto in una casa di Topolinia. Topolino, che è presente al momento della sparizione, è spinto da Minni ad indagare sulla scomparsa dell'unghia.

## Trama
Un facoltoso amico di Minni subisce il furto dell'unghia di una statuetta della divinità indù dalle molte braccia. Topolino, che è presente al momento della sparizione, è spinto da Minni ad indagare sulla scomparsa dell'unghia, visto che la polizia non intende dare grande priorità al caso, ritenedo l'oggetto rubato di scarso valore.
Il mistero si infittisce presto: in tutta Topolinia varie case sono visitate durante la notte da una creatura con più braccia, che ne terrorizza gli abitanti con urla agghiaccianti.

## Firma
Nella storia, Romano Scarpa appone due volte la sua firma in forma visiva: una nella vignetta in cui Pippo tenta di ribattere un chiodo della propria scarpa utilizzando l'unghia, protagonista della storia (tavola VI, vignetta 1); l'altra alla fine della vicenda (tavola L, vignetta 5), in cui Pippo richiede a Basettoni l'oggetto, ora corpo del reato, per il medesimo motivo.
Era tipico di Scarpa, tra la fine degli anni cinquanta e i primi sessanta, quando sceneggiava anche le storie, inserire piccole gag in cui vi sono espliciti riferimenti ad una scarpa, con evidente intento di apporre il proprio marchio alla storia. Ulteriori esempi si possono trovare in Topolino e la dimensione Delta (tavola LXV, vignette 5 e 6), Topolino e l'uomo di Altacraz e addirittura un'intera tavola è dedicata a scarpe e scarponi in Topolino e Bip Bip alle sorgenti mongole.

## Le tavole originali
Scarpa intentò (e perse) una causa alla Mondadori per recuperare le tavole originali della storia. Attualmente si ritiene che le tavole siano andate distrutte. Esse erano infatti custodite nello stesso deposito in cui si trovava la documentazione relativa alla rete televisiva Rete 4, in seguito alla cessione di questa rete da parte della Mondadori; le tavole vennero mandate al macero insieme a tali documenti. Stessa sorte subirono le tavole della storia Paperino e la leggenda dello Scozzese Volante.

## Ristampe
La storia è stata ristampata diverse volte, e nel corso degli anni sono state apportate alcune modifiche ai dialoghi.